# Kemiri (Gubug)
Kemiri is een bestuurslaag in het regentschap Grobogan van de provincie Midden-Java, Indonesië. Kemiri telt 2991 inwoners (volkstelling 2010).